# 권오병
권오병(權五柄, 1918년 6월 30일~1975년 5월 7일)은 대한민국 법조인, 정치인이다.
법무부 차관, 법무부 장관, 문교부 장관을 역임하였으며, 제8대 국회의원을 지냈다.

## 학력
- 1942년 : 일본 와세다대학 법학부 법학과 학사
- 1943년 : 일본 와세다대학 대학원 법학과 법학석사 수료
- 1956년 : 대한민국 부산대학교 대학원 법학박사

## 약력
- 1943년 : 일본 고등문관시험 사법과 합격
- 1945년 : 부산지방검찰청 검사
- 부산지방검찰청 부장검사
- 서울고등검찰청 검사
- 법무부 검찰국 국장
- 대검찰청 검사
- 1954년 9월 11일 ~ 1958년 3월 13일 : 제5대 광주지방검찰청 검사장
- 1960년 6월 27일 ~ 1960년 9월 23일 : 제9대 부산지방검찰청 검사장
- 1960년 : 경희대학교 교수
- 1963년 ~ 1965년 : 대한민국 법무부 차관
- 1965년 ~ 1966년 : 대한민국 문교부 장관
- 1966년 ~ 1968년 : 법무부 장관
- 1968년 ~ 1969년 : 문교부 장관
- 1971년 ~ 1972년 : 제8대 국회의원 (민주공화당)

## 역대 선거 결과
| 실시년도 | 선거  | 대수 | 직책     | 선거구 | 정당       | 득표수      | 득표율         | 순위       | 당락 | 비고 |
| -------- | ----- | ---- | -------- | ------ | ---------- | ----------- | -------------- | ---------- | ---- | ---- |
| 1971년   | 총선  | 8대  | 국회의원 | 전국구 | 민주공화당 | 6,254,921표 | \| \| 48.8% \| | 전국구 6번 |      | 초선 |
|          | 48.8% |      |          |        |            |             |                |            |      |      |